# Dromedar
Dromedaren (Camelus dromedarius) tilhører familien Camelidae (med kameler og lamaer), men skelnes fra kamelen på at den kun har én pukkel mod kamelens to. Dromedaren levede oprindeligt vildt i Sahara og på den Arabiske Halvø. Den kaldes derfor også for "Arabian camel" på engelsk. I dag findes der ikke oprindelige vildtlevende bestande mere, men i Australien lever der i dag horder med forvildede dromedarer, efter at arten blev importeret i 1800-tallet. På den tid var der et stort behov for transportdyr i et land med svært vanskelige klimaforhold for andre arter. Da der efterhånden ikke længere var behov for de importerede dromedarers transportegenskaber, blev dyrene sluppet fri og fik  mulighed for at frit formere sig i et landskab og under klimaforhold som arten trivedes godt med. Resultatet er omkring 1 million (2010) forvildede dromedarer i et land hvor arten ikke findes naturligt.

## Biologi
Dromedaren kan blive 2,30 meter høj, kan veje op til 650 kg og blive 28-30 år gammel.
Den er drøvtygger, så den fordøjer sin mad i flere omgange i forskellige maver. Dromedarens pukkel bruges til at oplagre vand og fedt. En dromedar kan fx sagtens drikke over 100 liter vand på en dag.
Dromedaren er drægtig i 13 måneder.

## Kultur
Dromedarer var meget vigtige for handelen i Sahara-ørkenen. Transporten blev gennemført med karavaner af dromedarer, som blev opfedet i et vist antal måneder enten i Maghreblandene eller i Sahelområdet, før de blev samlet til en karavane. Ifølge den vidt berejste Ibn Battuta (*1304 – †1368), der fulgte én af karavanerne, bestod de gennemsnitligt af ca. 1000 dromedarer, men nogle kunne være så store som 12.000.

## Sproglig note
Det engelske ord camel bruges både om (topuklede) kameler og dromedarer hvilket kan føre til misforståelser. Det er ikke kameler, men dromedarer der er afbildet på Camel-cigaretpakker, og på omslaget af "The Camel Book" (uofficielt kaldenavn for bogen "Programming Perl" af Wall, Christiansen & Schwartz).